# (16972) Neish
Pour l’article homonyme, voir Greg Neish.
(16972) Neish est un astéroïde de la ceinture principale.

## Description
(16972) Neish est un astéroïde de la ceinture principale. Il fut découvert le 21 novembre 1998 à Socorro (Nouveau-Mexique) par le projet LINEAR. Il présente une orbite caractérisée par un demi-grand axe de 2,54 UA, une excentricité de 0,18 et une inclinaison de 9,8° par rapport à l'écliptique.